# Velká podkrušnohorská výsypka
Velká podkrušnohorská výsypka nebo také jen podkrušnohorská výsypka je situována severně od Sokolova mezi obcemi Vintířov, Vřesová, Lomnice, Dolní Nivy, Horní Rozmyšl, Stará Chodovská a vznikla slučováním menších výsypek různého stáří v rozmezí až 30 let.

## Charakteristika
Je to vnější výsypka lomu Jiří, její celková rozloha činí 1957 ha. Jedná se o největší výsypku jak v oblasti, tak na území ČR. Maximální horizont dosypání skrývkových zemin z okolních lomů je 600 m n. m. Ukončení hornické činnosti probíhalo během roku 2005.

## Složení
Vzhledem k velikosti tělesa výsypky je zde pestrá směs hornin. Na výsypce jsou založeny cyprisové jíly, jílovce, uhelné jíly, zbytky uhlí a další podsypkové materiály (minimální obsah toxických tufických jílů nevhodných pro budoucí vegetaci) – původem ze skrývkových řezů Medard – Libík, tj. dnešní jezero Medard.

## Vodohospodářské poměry
Těleso výsypky je odvodněno pomocí nádrží pro usazení jemných částic splavených z tělesa a sítě odvodňovacích a drenážních kanálů sbíhajících se u paty výsypky, kde jsou vody po usazení vypouštěny do vodního recipientu.

## Současnost
Od roku 2005, kdy bylo dokončeno zakládání skrývkových zemin, se zde upravoval terén. Směrem od východu probíhala biologická část rekultivace doprovázená výsadbou dřevin a budováním zemědělských ploch.

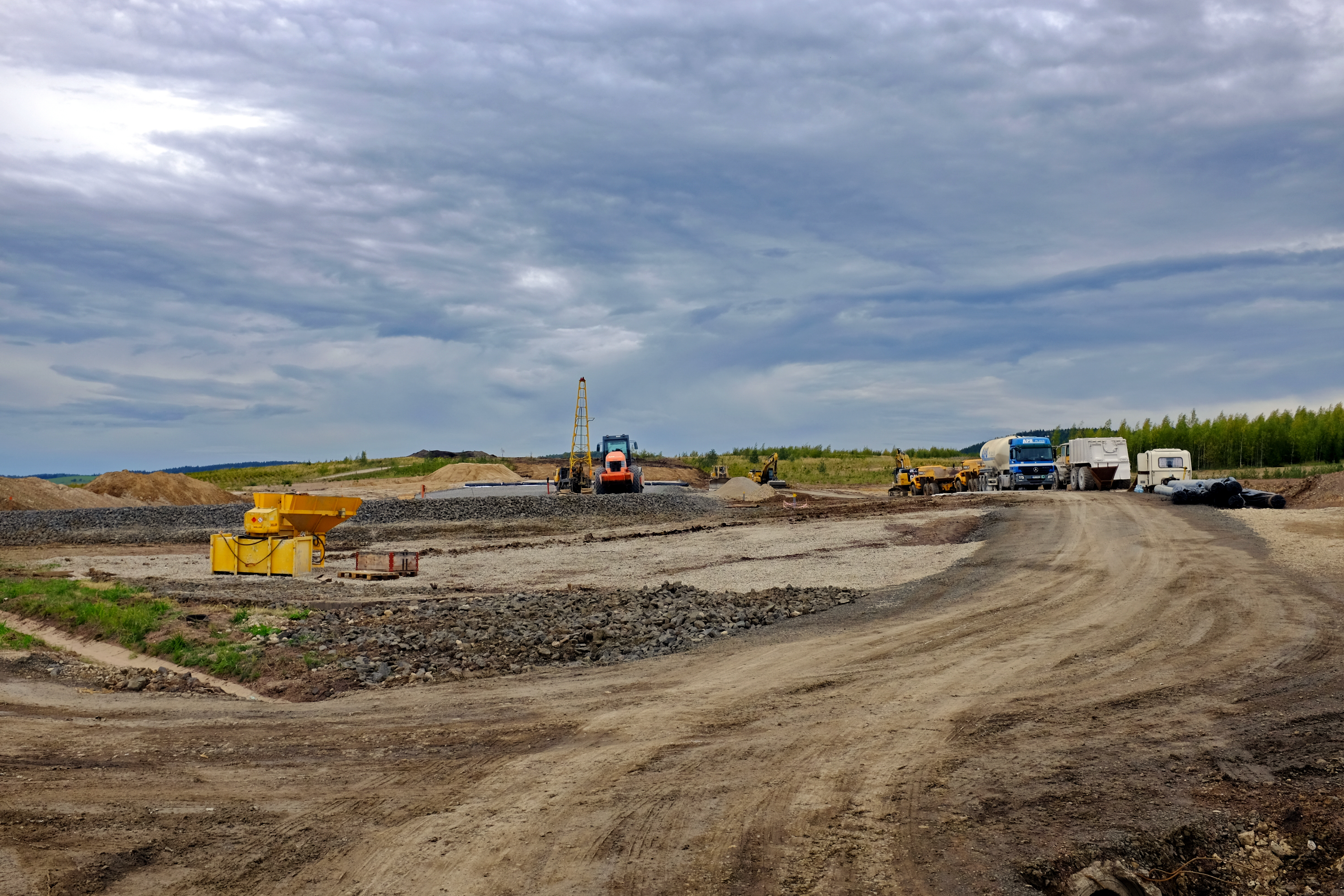
Zemní práce při přípravě stavby autodromu v září 2019

V roce 2020 byla podepsána smlouva mezi společnostmi Sokolovská uhelná a BMW o výstavbě testovacího polygonu pro automobily na výsypce. Stavba polygonu byla zahájena v roce 2020 a vedení německé automobilky BMW plánuje investovat zhruba 300 milionů eur. V nově vznikajícím testovacím centru by mělo navíc vzniknout více než sto nových pracovních míst.
V polovině roku 2023 skončila roční testovací fáze. Bylo zprovozněno šest testovacích modulů polygonu a je na něm 25 kilometrů silnic. Předpokládá se, že v budoucnu vzniknou další.